# Torsten Ruban-Zeh
Torsten Ruban-Zeh (* 22. Mai 1963 in Dresden) ist ein deutscher Kommunalpolitiker (SPD). Er ist seit dem 1. November 2020 amtierender Oberbürgermeister der Großen Kreisstadt Hoyerswerda sowie seit dem 9. Oktober 2021 stellvertretender Landesvorsitzender der SPD Sachsen.

## Leben
Torsten Ruban-Zeh wurde in Dresden geboren und wuchs in Halle (Saale) auf. 1994 stieg er in Halle als Geschäftsleiter bei der Globus Holding ein. Im Jahr 2000 zog er aus beruflichen Gründen nach Hoyerswerda, wo er die Stelle als Geschäftsführer des Globus SB-Warenhauses angenommen hatte. Seit 2007 war Ruban-Zeh Geschäftsführer von Globus in Moskau, 2011 kehrte er wieder nach Deutschland zurück. In Hoyerswerda war Ruban-Zeh fortan als Geschäftsführer des AWO-Kreisverbandes Lausitz tätig. Torsten Ruban-Zeh ist verheiratet und hat vier Kinder.
2017 trat Torsten Ruban-Zeh in die SPD ein. Am 20. Mai 2020 wurde er vom SPD-Ortsverein Hoyerswerda für die Bürgermeisterwahl am 5. September 2020 nominiert. Dort trat er gegen vier weitere Kandidaten an und erhielt 31,8 Prozent der Stimmen. Bei der darauf folgenden Stichwahl am 19. September 2020 setzte er sich mit 44,3 Prozent der Stimmen gegen die parteilose Dorit Baumeister sowie gegen Claudia Florian von der CDU und Marco Gbureck von der AfD durch. Am 1. November 2020 löste er somit den CDU-Politiker Stefan Skora ab, der sich nicht zur Wiederwahl aufstellte.
Auf dem Landesparteitag der SPD Sachsen am 9. Oktober 2021 in Neukieritzsch wurde Ruban-Zeh mit 92,3 Prozent der Delegiertenstimmen neben Sophie Koch zum stellvertretenden Landesvorsitzenden der Partei gewählt.